# Vaklárma
A Vaklárma (eredeti cím: See No Evil, Hear No Evil) 1989-ben bemutatott amerikai bűnügyi vígjáték Gene Wilder és Richard Pryor főszereplésével, Arthur Hiller rendezésében.
A filmben Pryor vak, Wilder pedig siket férfit alakít, akik egy gyilkossági ügy felgöngyölítésében próbálnak segíteni. Ez volt a Wilder–Pryor páros harmadik közös filmje.
Az Amerikai Egyesült Államokban 1989. május 12-én, Magyarországon 1990. február 15-én mutatták be.
A negatív kritikák ellenére a film már az első héten jól teljesített a filmszínházak pénztárainál.

## Cselekmény
|  | Alább a cselekmény részletei következnek! |

Wallace Karew vak (Richard Pryor), de ezt a tényt letagadja magának és a környezetének. Megismerkedik a siket kioszktulajdonos Dave Lyons-szal (Gene Wilder), akinél Wally állásinterjúra érkezik, és akivel később együtt dolgozik annak boltjában.
Hamarosan Scotto, Wallace bukmékere, aki aranyérmét csempész Sutherlandnek, bejön a boltba. Amikor Scottót a boltban meggyilkolja egy bérgyilkos (Eve), Wally hallja a pisztolylövéseket, amikor a nő (Joan Severance) megöli a férfit, Dave viszont ebből nem sokat észlel, mivel háttal áll az esetnek, mert éppen egy gyógyszeres dobozon lévő szöveget olvas. A szórakozott Dave csak a távozó Eve lábát látja. Wallace pedig érzékeli a nő illatát.
Wallace-t és Dave-et gyanúsítják, hogy ők a gyilkosok, és letartóztatják őket. Mivel a valódi gyilkosok hamarosan arra gyanakodnak, hogy Scotto valószínűleg a két boltosnál hagyta az érmét, megpróbálják mindkettőjüket óvadék ellenében szabadlábra helyezni. Közben azonban kettejüknek sikerül elmenekülniük, kiegészítve egymás megmaradt érzékeit.
A gyilkosoknak sikerül megszerezniük az érmét. Wallace és Dave, akik tisztázni akarják magukat a gyilkosság gyanúja alól, üldözőbe veszik az elkövetőket. Sőt, képesek visszavenni az érmét a gyilkosoktól. Eközben azonban Wallace húgát elrabolják a gyilkosok, és a jól őrzött Sutherland birtokon tartják fogva.
A Wallace és Dave által végrehajtott mentőakció során kiderül, hogy Sutherland maga is vak. Sutherland lelövi Kirgót (Kevin Spacey), amikor megtudja, hogy az érme nem egy ritka aranypénz, hanem a világ legértékesebb szupravezetője, és ezt követően magasabb díjat követel. Nem sokkal később Eve is megtudja az érme valódi értékét, és lelövi Sutherlandet. Eve ezután megpróbál megszökni az érmével, de Wallace és Dave, valamint a Wallace nővére által kihívott rendőrség megállítja.
|  | Itt a vége a cselekmény részletezésének! |

## Szereplők
| Szereplő                | Színész           | Magyar hang        |
| ----------------------- | ----------------- | ------------------ |
| Wallace `Wally` Karew   | Richard Pryor     | Márton András      |
| David `Dave` Lyons      | Gene Wilder       | Helyey László      |
| Eve                     | Joan Severance    | Détár Enikő        |
| Kirgo                   | Kevin Spacey      | Blaskó Péter       |
| Braddock kapitány       | Alan North        | Kun Vilmos         |
| Sutherland              | Anthony Zerbe     | Tolnai Miklós      |
| Gatlin                  | Louis Giambalvo   | Koroknay Géza      |
| Adele                   | Kirsten Childs    | Pregitzer Fruzsina |
| Kötekedő férfi a bárban | Hardy Rawls       | Dózsa László       |
| Fényképező rendőrnő     | Audrie Neenan     | Győry Franciska    |
| Mitzie                  | Lauren Tom        | Földesi Judit      |
| Scotto                  | John Capodice     | Horkai János       |
| Huddelston              | George Bartenieff | Dobránszky Zoltán  |
| Sally                   | Alexandra Neil    | Balogh Erika       |
| Leslie                  | Tonya Pinkins     | Andresz Kati       |
| Dr. Cornfeld            | Bernie McInerney  | Fülöp Zsigmond     |

## Fogadtatás
A kritikusok dicsérték Pryor, Wilder és Spacey alakítását, ám egyhangúlag pocséknak tartották a forgatókönyvet. A Rotten Tomatoes weboldalán a film mindössze 17%-ot kapott a kritikusoktól, a nézők viszont 72%-ban kedvelték. A film 18 millió dollárba került, amelynek majdnem a háromszorosát, 46,9 millió dollárt hozott vissza.

## Forgatási helyszínek
A new yorki külső jeleneteket az eredeti helyszínen és New Jerseyben vették fel. Belső jeleneteket és az autós üldözést kaliforniai stúdiókban, míg a Sutherland birtokán játszódó külső jeleneteket szintén Kaliforniában rögzítették.

## Fordítás
Ez a szócikk részben vagy egészben  a   Die Glücksjäger című német Wikipédia-szócikk fordításán alapul.  Az eredeti cikk szerkesztőit annak laptörténete sorolja fel. Ez a jelzés csupán a megfogalmazás eredetét és a szerzői jogokat jelzi, nem szolgál a cikkben szereplő információk forrásmegjelöléseként.